# CoRoT-12b
CoRoT-12b là một ngoại hành tinh quay quanh ngôi sao CoRoT-12 (hành tinh ngoài Hệ Mặt Trời) trong chòm sao Kỳ Lân, nó được phát hiện năm 2010 bằng gương phản chiếu phương pháp quá cảnh. Khối lượng nhỏ hơn Sao Mộc là 0,917 lần Khối lượng Sao Mộc. Nhiệt độ trên bề mặt hành tinh này là 1319°K đó là nhiệt độ "Sao Mộc nóng". Khoảng cách từ ngôi sao CoRoT-12 đến hành tinh này chính là 0,04016 AU gần hơn khoảng cách từ Mặt Trời đến Sao Thủy là 0,4 AU. Nếu đặt tính chu kì tự quay, mất 3 ngày so với Sao Thủy là mất 88 ngày.